# حوایج

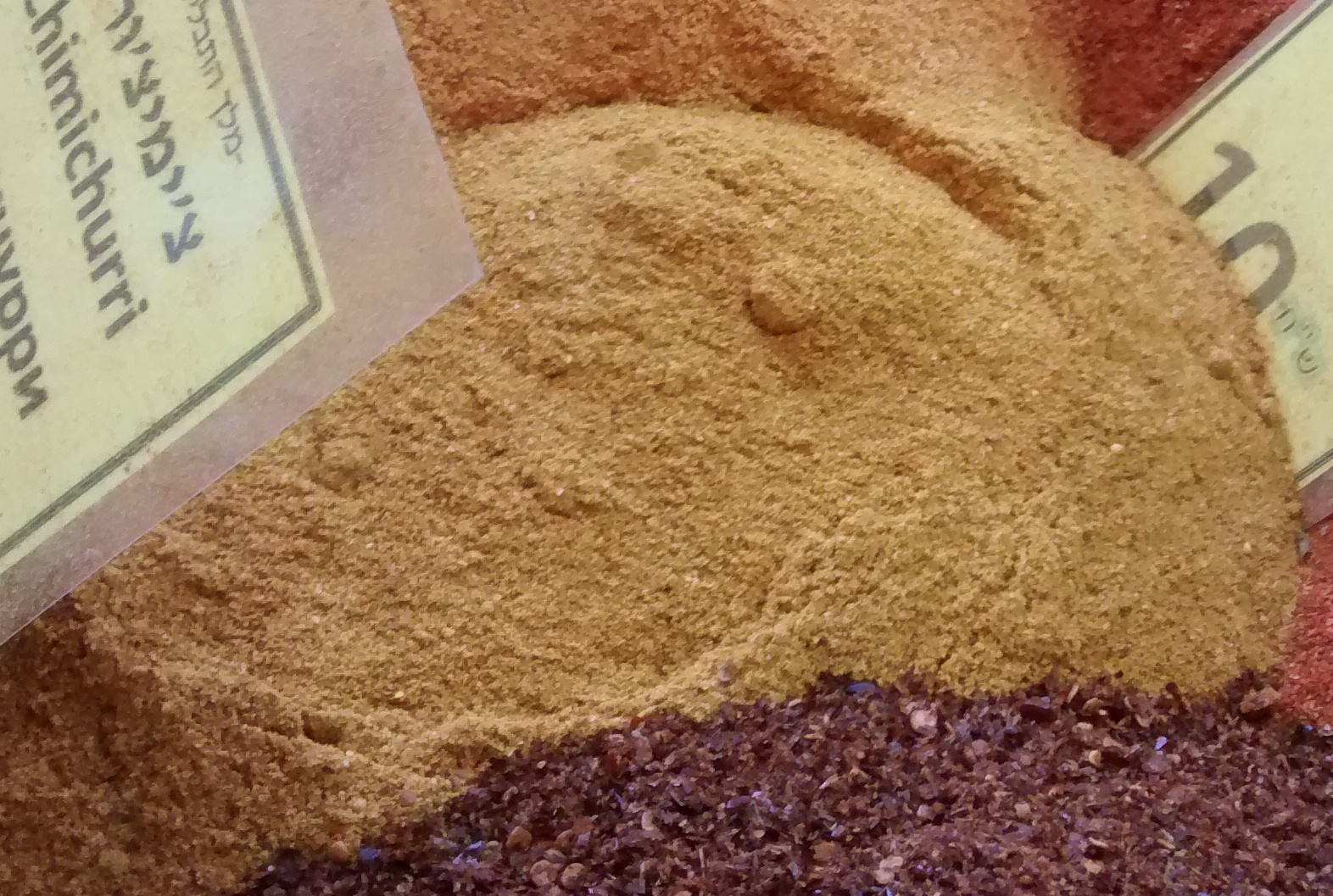
حوایج

حوایج (عربی: حوايج) (به انگلیسی: Hawaij) نوعی ادویه مخلوط یمنی است که برای مزه دادن به سوپ و قهوه استفاده می‌شود. این ادویه ترکیب شده‌است از زیره سبز، فلفل سیاه، زردچوبه و هل. در برخی از دستورهای پیچیده‌تر از میخک صدپر،  زیره، جوز هندی، زعفران، گشنیز، شنبلیله و پیاز خشک و پودر شده نیز استفاده می‌شود.